# Bodyguards and Assassins
Shi yue wei cheng (tradicionalno: 十月圍城) oz. v angleščini "Bodyguards and Assassins" je film iz leta 2009. V slovenščino bi naslov prevedli kot "Osebni stražarji in morilci". Režiser Teddy Chan je postavil zasedbo v stari Hong Kong. Zvezde filma so Donnie Yen, Nicholas Tse, Tony Leung Ka-fai, Leon Lai, Wang Xueqi, Simon Yam, Hu Jun, Eric Tsang in Fan Bingbing.

## Vsebina
Leta 1905 namerava Sun Wen priti v Hong Kong (takratno britansko kolonijo), da bi se z družbo Tongmenghui dogovorili glede načrtov za revolucijo proti koruptivni dinastiji Quing. Cesarica Dowager Cixi pošlje skupino morilcev pod vodstvom Yana Xiaoguoa, z namenom, da Suna ubijejo. Revolucionar Chen Saobai pride v Hong Kong le nekaj dni pred prihodom Suna, da bi se srečal z Liem Yutangom, poslovnežem, ki je oskrboval revolucionarje z denarjem. Med tem ko se prihod Suna Wena približuje, se začnejo težave. Med napadom pobijejo Chen Shaobaieve pomagače, Chena pa ugrabijo. Ko britanska oblast zapre še časopisno agencijo Li Yutanga, se tudi ta odloči, da bo revolucionarje javno podprl. Li zbere skupino raznovrstnih mož, ki bo osebno stražila Suna po njegovem prihodu. Vseeno pa želi, da njegov sin Li Chung-guang pri tem ne sodeluje. Li Chung-guang se očetu upre in kljub temu sodeluje pri zaščiti Suna, še več dodeljena mu je vloga Sunovega dvojnika, saj želijo na ta način morilce speljati na napačno sled.

## Igralci
- Igralci - liki iz filma
- Tony Leung Ka-fai - Shen Chongyang (沈重陽)
- Leon Lai - Liu Yubai (劉郁白)
- Wang Xueqi - Li Yutang (李玉堂)
- Tony Leung Ka Fai - Chen Shaobai (陳少白)
- Nicholas Tse - Deng Sidi / "Si" (鄧四弟 / 阿四)
- Hu Jun - Yan Xiaoguo (閻孝國)
- Li Yuchun - Fang Hong (方紅)
- Eric Tsang - Smith (史密夫)
- Simon Yam - Fang Tian (方天)

## O filmskih likih
Liki iz filma: Sun Wen, Chen Shaobai in Yang Quyun so resnične zgodovinske osebnosti, kljub temu pa je večina ostalih likov izmišljenih.